# 新仁義なき戦い
『新仁義なき戦い』（しんじんぎなきたたかい）は、1974年（昭和49年）12月28日に東映で公開された日本映画。「仁義なき戦いシリーズ」の番外編「新仁義なき戦いシリーズ」第一弾。
3億9700万円の配給収入を記録、1975年（昭和50年）の邦画配給収入ランキングの第9位となった。

## 概要
広島のヤクザ抗争を描いた「仁義なき戦いシリーズ」は、第四弾『頂上作戦』で、誰がどう見ても完璧なエンディングを迎えたが、岡田茂東映社長は「このシリーズはまだまだ客が入るわ」とさらに続編製作命令を出し、第五部『完結篇』が作られ、これまたシリーズ最大のヒットを記録したことで、儲かるためなら手段を選ばない根っからの商売人といわれた岡田茂が、簡単にシリーズを止める訳がなく、"完結篇"と銘打ったのにもかかわらず「仁義なき戦いシリーズ」の更なる続行を命じた。
前シリーズのコンビ、監督：深作欣二、主演：菅原文太で、新たにフィクション仕立ての実録タッチ新シリーズが企画され、素材は昭和34年頃、広島県呉市で起きた暴力団の内ゲバ事件。舞台は1950年（昭和25年）秋、呉の山守組組員三好万亀夫は浅田組々長を拳銃で撃ち、殺人未遂で8年間刑務所へ収監。1959年（昭和34年）11月に三好は仮出所するが、その後の山守組の内紛劇を描く。仁義なき戦い第1作目とほぼ同じ題材だが、これまでの集団抗争劇とは体裁を変え、登場人物の性格描写に主眼を置いた演出が為されていること、クライマックスである「青木襲撃事件」を関側からの視点で描く等の違いがある。深作は映画製作中に「人間の弱さ、醜さ、おかしさを徹底して追及してみたい」などと話した。
1966年（昭和41年）の『網走番外地 北海篇』から、この前年の『ゴルゴ13』まで東映の正月興行第一弾は、9年連続で高倉健が務めてきたが、初めて菅原文太＝深作欣二コンビが第一弾を務めた。
萩原健一や渡哲也出演の報道も出たが、実現しなかった。

## ストーリー
1950年（昭和25年）秋、広島県呉市の極道組織・山守組組員の三好万亀夫は、組の命令で対立組織の浅田組長を襲撃する。この事件で三好は懲役11年の刑にて服役。三好の服役の間に山守組は大きく成長するが、組内は組長・山守義雄と若頭・青木尚武とが対立し、幹部組員の難波茂春や坂上元もそれぞれの思惑で行動するようになる。山守と青木は刑務所の三好にそれぞれ面会を求め、互いに相手の中傷をして自陣営へ引き込もうと画策する。1959年（昭和34年）春、三好は仮出所。居住地を名古屋に制限された三好は、組から十分な待遇もなく、子分・北見登と一緒に山守の甥の建設会社（山守建設名古屋支店）に居候する。三好の放免祝いが開かれ、組幹部全員が出席するが、その席で青木は山守、難波、坂上と口論。こうした組の状況に三好は当惑する。数日後、青木の配下組員が広島市内で難波を殺害する。難波は青木を牽制するために広島の最大組織・海津組に接近を図っていた。青木は難波を殺害して難波の企みを潰すと同時に、青木自らが海津組長・海津卯之吉に取り入り、自分の後楯になってもらった。三好はこの事件に大きな衝撃を受け、青木に不信を募らせるが、一方で山守に対しても自分と青木の仲を裂き、あわよくば青木を殺害させようとする腹黒さに愛想が尽きていた。
翌年の新年、経済的に困窮し、数人の子分を養うにも事欠く状態になっていた三好に、青木は金銭的支援をしてやるので呉に来るよう電話をしてくる。青木が自分に危害を加えるのではないかと疑念を抱く三好は、青木の目を欺くため情婦の在日朝鮮人ホステス・中野恵子を伴って呉の青木宅へ出向く。青木は三好を歓待するが、恵子は三好の行動から自分が楯に使われている事を知り、三好と激しい口論をして去っていく。呉に滞在中、三好は、刑務所兄弟分で難波組の幹部の関勝と会う。親分・難波の仇討として青木を狙う関に対し、三好は自重するよう諭す。
青木は三好が自分に従わないと判断し、殺害することを企てる。これを事前に察知した三好は呉を脱出し四国・松山の緒方組に身を寄せる。さらに青木は親分・山守に圧力をかけ、無理やり引退に追いやった。そして難波組の跡目継承にも介入し、自分の意に沿う難波組若頭・野崎満州男を強引に難波組長に据え、これに反対する関を襲撃、重傷を負わせた。
山守は引退したが復権を虎視眈々と狙い、青木に面従腹背の組幹部・坂上元を動かす。坂上は、関の子分たちに青木への報復・殺害をそそのかす。坂上は三好にも接触し、青木暗殺に協力するよう求める。三好は山守の魂胆を見抜くが、自分の将来を考え青木暗殺を支援することを決める。
青木殺害の計画が決まったにもかかわらず、坂上はなかなか実行に移さない。しびれを切らせた三好は坂上を詰問。坂上は海津組が背後にいるので青木を殺害できないと言い訳をする。そこで三好は指を詰め海津にさし出し、青木の後楯を立ち切らせておいて、子分の北見を介して関の子分達に青木襲撃の策をさずけた。1959年（昭和34年）秋、青木の主催する興行開催の白昼、関の子分達が青木を襲撃。激しい銃撃戦の末、深手を負い、よろめきながら逃げようとする青木の目の前に、襲撃の傷が治らず松葉杖で体を支える関が突然現れる。命乞いする青木に対し、関は弾が尽きるまで拳銃を発射し、とどめを刺した。数日後、山守宅で祝盃があげられ、山守は三好を日本一の極道と称賛。かくて三好は山守組幹部として復権したのであった。

## 出演
- 山守組モデルは山村組。
  - 三好万亀夫 - 菅原文太：山守組幹部で物語の主人公。モデルは美能幸三。
  - 山守義雄 - 金子信雄：山守組々長。モデルは山村辰雄。
  - 山守利香 - 中原早苗：山守義雄の妻。モデルは山村邦香。
  - 坂上元 - 田中邦衛：山守組幹部。山守の腰巾着。モデルは樋上実。
  - 北見登 - 渡瀬恒彦：刑務所で三好の子分となる。出所後は青木組に身を寄せていたが、三人の子分を引き連れて三好の出所を待ち、三好に身を寄せる。
  - 風間 - 司裕介：北見の子分。
  - 金子 - 奈辺悟：小柄な北見の子分。
  - 落合 - 広瀬義宣：太った北見の子分。
  - 中野恵子 - 池玲子：三好の情婦。名古屋の朝鮮キャバレーのホステス。
- 青木組
  - 青木尚武 - 若山富三郎：山守組若頭。三好や難波の兄貴分。山守と反目。モデルは佐々木哲彦。
  - 青木文子 - 松尾和子：青木の妻。
  - 橋八郎 - 宍戸錠：山守組若衆。青木の弟分。三好とは五分の兄弟分。愛称「はっちゃん」。脳梅（梅毒患者ですでに梅毒性認知症）を発症している。
  - 占部哲男 - 睦五郎：青木組若衆。
  - 工藤進 - 八名信夫：青木組若衆。難波を射殺。
  - 大石 - 佐藤京一：青木組組員。
  - 青木組組員 - 白井孝史、大木晤郎、白川浩二郎、松田利夫
  - 東尾ただし - 誠直也：青木組組員。工藤と共に難波を射殺するが殺される。
  - 東尾ただしの母 - 菅井きん
- 難波組
  - 難波茂春 - 中谷一郎：山守組幹部。モデルは野間範男。
  - 野崎満州男 - 室田日出男：難波組若頭。難波組の二代目となるべく青木の舎弟となる。モデルは岡崎義之。
  - 関勝 - 松方弘樹：難波組幹部。三好に刑務所で世話になり弟分になる。野崎とは五寸の間柄。モデルは門広。
  - 玉井 - 川谷拓三：関の子分。
  - 笹本 - 志賀勝：関の子分。
  - 鈴木 - 成瀬正孝：関の子分。
  - 上田 - 片桐竜次：関の子分。
  - 安本金悟 - 西田良：難波の子分。
  - 根岸 - 宮城幸生：難波の子分。
  - 野瀬 - 畑中伶一：難波の子分。
  - 難波の子分 - 池田謙治
  - 関の子分 - 木谷邦臣、大矢敬典、矢部義章
- 山守建設：土木・建設・請負。
  - 山守健二 - 山城新伍：山守義雄の甥。堅気の名古屋支店長。
  - 前田久雄 - 国一太郎：名古屋支店次長。
- 浅田組：モデルは土岡組。
  - 浅田広人 - 鈴木康広：浅田組々長。三好に撃たれる。モデルは土岡博。
  - 浅田の妻 - 丸平峰子
  - 海老原 - 松本泰郎
- 海津組：モデルは岡組。
  - 海津卯之吉 - 安藤昇：広島の大親分。モデルは岡敏夫。
  - 天野秀造 - 守田学哉：海津組幹部。青木と兄弟分になる。モデルは網野光三郎。
  - 津上 - 高並功
  - 海津の若衆 - 阿波地大輔
- 緒方組：松山の組。
  - 緒方正範 - 名和宏：二代目組長。
  - 緒方正義 - 内田朝雄：初代組長。(出演シーンカット)
  - 緒方組若衆A - 秋山勝俊
  - 緒方組若衆B - 汐路章
- その他
  - 富田幸枝 - 橘真紀：ホステス。
  - 由美 - 小泉洋子：ホステス。
  - 娼婦 - 衣麻遼子
  - ナレーター - 酒井哲
  - ノンクレジット
  - 青木組組員：藤長照夫
  - 看守：小峰一男
  - ボーイ：藤沢徹夫
  - 子分：北川俊夫、福本清三
  - 刑事：波多野博
  - 壺振り：疋田泰盛

## スタッフ
- 企画：日下部五朗
- 原作：飯干晃一
- 脚本：神波史男、荒井美三雄
- 撮影：吉田貞次
- 照明：中山治雄
- 録音：溝口正義
- 美術：雨森義充
- 音楽：津島利章
- 編集：宮本信太郎
- 助監督：藤原敏之
- 記録：田中美佐江
- 装置：吉岡茂一
- 装飾：松原邦四郎
- 背景：西村和比古
- 美粧結髪：東和美粧
- スチール：中山健司
- 衣装：岩道保
- 演技事務：西秋節生
- 擬斗：上野隆三
- 進行主任：上田正直
- 監督：深作欣二

## 製作

### 製作決定に至るまで
1974年9月30日にあった岡田茂東映社長と業界記者団との懇談会で、岡田が1975年正月映画について触れ「正月映画は最終決定に至っていないが、高倉健の『日本仁義』でアメリカ製の『ザ・ヤクザ』を決定してみる考えでいる。それと『ドキュメント山口組』（製作されず）。オールアクションの東映で勝負するつもりだ」と話し、東映の当時の企画製作部長・登石雋一は同じ9月のインタビューで「『仁義なき戦い』の続編は正月には諸般の事情で間に合わないです。やはり新シリーズの一つのパイロットですから、前シリーズに負けないようないいものを出さなければいけないというようなこともありまして、また監督は深作でライターは笠原和夫という前シリーズのコンビで行きたいということもありまして、それがちょうど『実録共産党』（製作されず）とだぶるわけです。『実録共産党』の方もまだ最終稿があがってないという状況でして、慌てて『仁義なき戦い』の新シリーズを出すよりは、十分に引き付けて、決定的なものにして出した方がいいということで、『仁義なき戦い』の新シリーズは来年（1975年）3月以降に考えています。ですから正月はジャンルとしては任侠もののジャンルで二週いきたい。それに空手のアクションをつけていきたいと考えております。何をやるかについては、色々難しい問題がありまして、今のところちょっと申し上げられないですけど、過去の任侠路線でのヒット路線の延長という形といえば大体ご推察がつくと思います」などと話し、『新仁義なき戦い』は1975年の正月映画としては、1974年9月頃までは製作を予定していなかった。
また1974年10月頃に取材したと見られる文献に「東映正月第一弾は高倉健主演で『日本仁義』（『日本任侠道 激突篇』と見られる）が予定され、『山口組三代目』シリーズ第三弾『山口組三代目・激突篇』も候補として挙がっている」と書かれた。しかし高倉出演の『ザ・ヤクザ』が洋画系の正月映画として公開されることが決まり、自身が東映に必要とされていないと感じていた高倉は、『無宿』（勝プロ製作・東宝配給）の撮影が終わるといつもの放浪癖ですぐ渡米し、年内は帰国しないと噂された。高倉は『ザ・ヤクザ』をヒットさせて三船敏郎のように国際スターとして活躍したいという思いが強く、無理に東映の正月映画に出演するより東映をソデにした方が得策と考えた。出演料が一本700万円の高倉より、300万円そこそこの菅原の方が興行成績もよく、岡田社長は高倉の出演が当てにできない『日本仁義』製作の一旦中止を決め、菅原主演の「仁義なき戦い新シリーズ」を前倒しして正月映画に決定し、高倉は約10年ぶりに東映の正月映画（第一弾）から姿を消した。本作が前シリーズの焼き直しなのは、企画や脚本に新機軸を打ち出す時間がないまま製作を急いだ事情があったものと見られる。
「新仁義なき戦いシリーズ」の第一弾『新仁義なき戦い』の正式な製作発表があったのは1974年10月23日で、正月第一弾が『新、仁義なき戦い』（当時の文献の表記）／『ザ・カラテ3・電光石火』、正月第二弾が『山口組三代目・激突篇』／『直撃地獄拳・大逆転』と発表され、「後半の『山口組三代目』については又世論がかかるかも知れないが成人映画も覚悟の上で、未成年リミットのないような前半番組とした」と説明があった。東映としては製作すれば大ヒットは間違いない『山口組三代目・激突篇』なら『大地震』や『エアポート'75』『007/黄金銃を持つ男』などの 洋画の超大作や、東宝の百恵・友和映画、松竹の寅さんに伍して1975年正月興行を戦えると踏んでいたが『山口組三代目』を二本もやったことで1974年の秋以降、兵庫県警による東映への捜査が厳しくなり、東映本社等に手入れが入り、岡田社長は兵庫県警から「東映は暴力団と癒着している。『山口組シリーズ』はやめてくれ」と迫られ、ジャーナリズムからも袋叩きに遭い、『山口組三代目・激突篇』の製作中止をやむなく決断した。中止を決めたのは1974年の11月に入りかけで、正月映画が11月頃に中止になると、映画会社にとっては大きな打撃を被り、『山口組三代目・激突篇』は既に脚本もキャスティングも決まり、ポスターも刷り上がっていたため、製作中止で1億円以上の損害が出た。慌てて番組編成をやり直し、正月第一弾を『新仁義なき戦い』／『直撃地獄拳 大逆転』、正月第二弾を『日本任侠道 激突篇』／『ザ・カラテ3 電光石火』に組み直した。

### キャスティング
1974年10月23日の発表の際、『新仁義なき戦い』は「新仁義なき戦いシリーズ」という告知ははっきりとはされなかったが、「『新・仁義―』は一話読み切り的な作り方となり、第一作目は神波史男と荒井美三雄の共同脚本、出演者もその都度異色の女優を起用し話題性を盛り上げる」と内容説明があったため、最初から第二作目の予定があるシリーズ作で、女優にウェイトを置いた内容になることが予想された。菅原文太が『安藤組外伝 人斬り舎弟』『実録飛車角 狼どもの仁義』で共演した日活ロマンポルノの女優に共感を持ち、中でもお気に入りのロマンポルノのエース・宮下順子を相手役にキャスティングしてくれと頼んだが、日活からは宮下貸し出しの条件として萩原健一主演・神代辰巳監督の一般映画『アフリカの光』に菅原の出演を提示されたため実現しなかった。
また岡田社長が渡哲也を石原プロモーションから東映に引き抜こうとし、結局専属契約は断られたが、渡は東映映画の出演自体は熱望したため、石原プロ所属のまま東映映画に出演することになり、渡が1974年のNHK大河ドラマ『勝海舟』途中降板で長期入院し同年10月退院後、すぐに『脱獄広島殺人囚』主演のオファーと、本作の出演も要請したが「年内いっぱいを体力作りの休養に充てたい」と断られ、東映初参戦は『仁義の墓場』になった。

### 脚本
広島抗争だけではネタが追い付けないため、脚本家たちは全国のヤクザ抗争から題材を探し肉付けしたが、先の事情から本作は前シリーズ五部作の焼き直しである。飯干晃一の原作から秘められた部分を洗い出し、人物の仮面を剥いでドロドロした内容にする等と、原作を離れるというニュアンスを公表しため、手記を書いた美能幸三が脚本や宣伝ポスターに何度もクレームを付けたが、東映は「変更できない」と突っぱねた。

## 興行成績
期待したほどお客は入らず。正月第二弾『山口組三代目・激突篇』が製作出来なかった影響がやはり大きく、『日本任侠道 激突篇』は古色蒼然たるヤクザ世界を描きすぎ、『新仁義なき戦い』『日本任侠道 激突篇』を合わせて、ヤングファンを取り逃がし、一月配収は『山口組三代目・激突篇』が製作されれば15億円、『日本任侠道 激突篇』の変更で13億円を目標に置いたが、確定配収は10億684万円（前年比87.3%）となり、予想を大きく下回る結果となった。東映洋画が配給した『ドラゴンへの道』が大ヒットしこの穴を埋めた。東映は1974年に東映ポルノを一旦撤退していたが、日本ヘラルドが配給した1975年正月映画『エマニエル夫人』が大ヒットしたことから、岡田社長が急遽東映ポルノの再開を決めた。

## ビデオ
| 発売日         | タイトル                                    | 規格     | 品番       |
| -------------- | ------------------------------------------- | -------- | ---------- |
| 1996年11月21日 | 新 仁義なき戦い                             | LD       | LSTD-01323 |
| 2003年04月21日 | 新 仁義なき戦い                             | DVD      | DSTD-02227 |
| 2003年04月21日 | 新 仁義なき戦い DVD-BOX＜3枚組＞            | DVD-BOX  | DSTD-02230 |
| 2015年04月08日 | 新 仁義なき戦い Blu-ray BOX<初回生産限定版> | 3Blu-ray | BSTD-03816 |
| 2018年05月09日 | 新 仁義なき戦い                             | Blu-ray  | BSTD-02227 |